# Истомина (деревня)
Истомина — деревня в Вагайском районе Тюменской области, входит в состав Фатеевского сельского поселения.

## География
Деревня находится не далеко от реки Иртыш. Автомобильное сообщение.

## Население
| 2010 |
| ---- |
| 15   |